# Jakšiči
Jakšiči – wieś w Słowenii, w gminie Kostel. W 2018 roku liczyła 12 mieszkańców.